# 相生市立那波小学校
相生市立那波小学校（あいおいしりつ なばしょうがっこう）は、兵庫県相生市那波本町にある公立小学校。2023年（令和5年）4月現在の児童数は159名となっている。

## 沿革
公式サイト「沿革」による。
- 1873年（明治6年）3月 - 各村に要道学校・行素学校・慶雲学校・逐終学校を創立。
- 1875年（明治8年）7月 - 各村の学校を合併、那波小学校を開校。
- 1939年（昭和14年）4月 - 那波町の相生町への編入により、相生町立那波小学校と改称。
- 1942年（昭和17年）10月 - 相生市立那波国民学校と改称。
- 1947年（昭和22年）4月 - 相生市立那波小学校と改称。
- 1951年（昭和26年）4月 - 校区の一部を相生市立双葉小学校として分離。
- 1973年（昭和48年）4月 - 校区の一部を相生市立青葉台小学校として分離。
- 1976年（昭和51年）10月 - 全国小学校保健体育優良校として文部省より表彰。
- 1998年（平成10年）3月 - 兵庫県・相生市指定「福祉体験活動」研究推進校。
- 2000年（平成12年） - 文部省指定「食生活に関する教育実践事業」モデル校（翌年度まで）。
- 2002年（平成14年）4月 - 相生市指定「食生活に関する教育実践事業」モデル校。
- 2002年（平成14年）10月 - 全国学校給食優良校として文部科学大臣より表彰。
- 2006年（平成18年） - 兵庫県教育委員会指定「環境教育」実践推進校。
- 2010年（平成22年） - 相生市人権・同和教育研究協議会「人権教育」実践推進校（翌年度まで）。
- 2016年（平成28年） - 相生市「さわやかあいさつ運動」推進校に表彰。

## 学校の教育目標
やさしさとたくましさを持ち　自ら考え　やり抜こうとする　心豊かな児童の育成を図る

## 通学区域
現行では、相生市のうち龍泉町、大島町、那波東本町、那波本町、那波西本町、那波南本町、那波大浜町。全域で相生市立那波中学校の通学区域となる。

### アクセス
JR相生駅から南へ徒歩約20分。

## 著名な出身者
- 松崎賢人 - バスケットボール選手。

## 通学区域が隣接している学校
- 相生市立青葉台小学校
- 相生市立若狭野小学校
- 相生市立中央小学校